# Людвіг Прусський (1773—1796)
Людвіг Прусський (нім. Ludwig von Preußen), повне ім'я Фрідріх Людвіг Карл Прусський (нім. Friedrich Ludwig Karl von Preußen), (нар. 5 листопада 1773 — пом. 28 грудня 1796) — прусський принц з династії Гогенцоллернів, син короля Пруссії Фрідріха Вільгельма II та принцеси Гессен-Дармштадтської Фредеріки Луїзи. Генерал-майор прусської армії, очолював драгунський полк № 1 у 1795—1796 роках. Кавалер ордену Чорного орла. Помер від дифтерії у 23 роки.

## Біографія
Людвіг народився 5 листопада 1773 року у Потсдамі за часів правління Фрідріха Великого. Був третьою дитиною та другим сином у родині кронпринца Пруссії Фрідріха Вільгельма та його другої дружини Фредеріки Луїзи Гессен-Дармштадтської. Мав старшого брата Фрідріха Вільгельма. Сестра померла немовлям за кілька місяців до його народження. Згодом сімейство поповнилося ще двома синами та двома доньками.
Шлюб батьків не був щасливим. Батько був зайнятий численними любовними зв'язками і з більшою турботою ставився до позашлюбних дітей. Матір більшу частину часу проводила у Потсдамі і не приділяла багато уваги дітям. Часто вона не бачила їх по кілька днів, і за малечею наглядали няньки та гофмейстерина.
У серпні 1786 року батько став королем Пруссії. Матір відтоді все більше часу проводила в палаці Монбіжу, де зростали й діти.
У березні 1793 році король побачив у театрі двох Мекленбург-Штреліцьких принцес і, зачарований їхньою красою, влаштував їм зустріч на балу зі своїми синами. Фрідріх Вільгельм обрав старшу, Луїзу. Людвіг вже закоханий у дівчину, нижче його за статусом, неохоче, лише з державних міркувань, погодився на шлюб із меншою, Фредерікою. Заручини, дещо затримані відсутністю обручок, святкували у Дармштадті 24 квітня 1793 року.

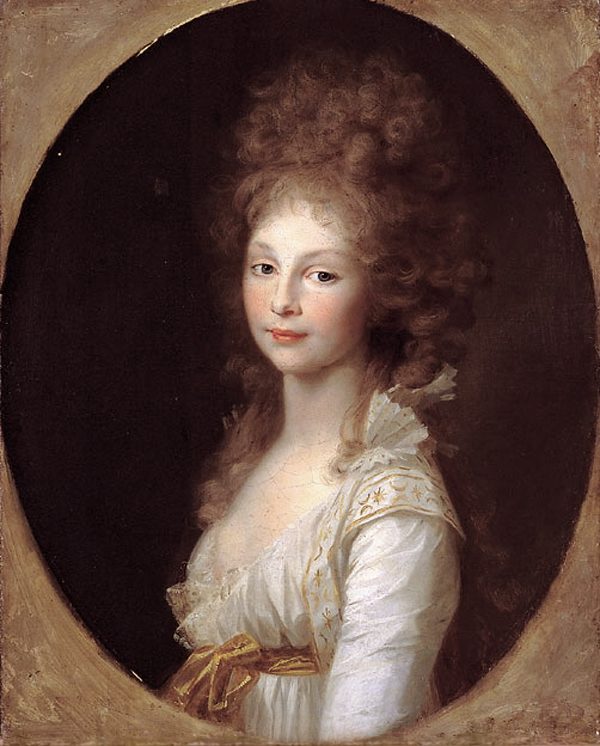
Портрет Фредеріки пензля Августа Тішбейна

21 грудня Людвіг із братом зустріли наречених у Потсдамі. 24 грудня у Берліні пройшло вінчання Фрідріха Вільгельма та Луїзи. 26 грудня 1793 відбулося весілля 20-річного Людвіга та 15-річної Фредеріки Мекленбург-Стреліцької. Молоді пари оселилися у сусідніх будинках на Унтер-ден-Лінден. Хоча, за свідченнями дружини, Людвіг нехтував нею, віддаючи перевагу коханкам, у пари народилося троє дітей.
У 1795 році принц був призначений командиром драгунського полку № 1, штаб якого знаходився в Шведті. Його ад'ютантом від 1794 року був Ф. Г. фон Гюнербейн. Наприкінці наступного року Людвіг захворів на дифтерію, від якої незабаром помер. Був похований у крипті Гогенцоллернів у Берлінському соборі.
Фредеріка з дітьми оселилася у палаці Шонхаузен, де стала відомою своїм легковажним способом життя.

## Нагороди
- Орден Чорного орла (Королівство Пруссія).

## Родина
Дружина —  Фредеріка Мекленбург-Штреліцька
Діти:
- Фрідріх Людвіг (1794—1863) — генерал кінноти прусського війська, був одружений з Луїзою Ангальт-Бернбурзькою, мав двох синів, що не залишили нащадків;
- Карл Георг (1795—1798) — прожив 2 роки;
- Фредеріка Вільгельміна (1796—1850) — дружина герцога Ангальт-Дессау Леопольда IV, мала четверо дітей.